# Hobitín

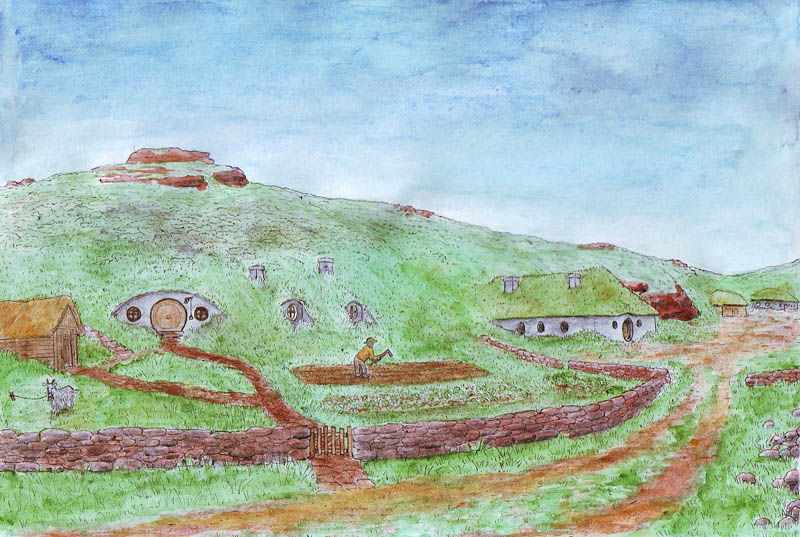
Ves Tvrdolín (Hardbottle) nacházející se v Severní čtvrtce

Hobitín je fiktivní městečko vystupující v románu Pán prstenů od spisovatele J. R. R. Tolkiena. Hobitín se nachází v Kraji, a je jedním z nejhlavnějších a největších sídel této hobití zemičky. Přesně leží v Západní čtvrtce. V čele městečka stojí starosta, který je volen.

## Obyvatelstvo
V Hobitíně žijí, jak název vypovídá, hobité ve svých norách zabudovaných ve svazích kopců. Většina jeho obyvatel se živí zemědělstvím a řemesly. Jsou zde provaznické, zahradnické i mlynářské rodiny.
Co se týče pohostinství, jsou zde dvě hospody. U Zeleného draka a Na Povodí. Zdejší hobiti jsou, stejně jako většina hobitů z Kraje, nezávislí na okolním světě a snaží se nezaplétat do odvážných či nebezpečných dobrodružství. Jsou to zkrátka venkované. Nemají moc rádi své sousedy z Východnějších částí Kraje nebo Z Rádovska za Brandyvínou, protože jim připadají unáhlení a divní, když žijí tak blízko hranicím.

## Význam
Mezi nejbohatší a nejvlivnější obyvatele patřila rodina Pytlíků, kteří zde mají vlastní velikou a honosnou noru. Pytlíci jsou zde bráni jako panstvo. Sídlo je významné proto, že z něho pochází několik hlavních postav z Pána prstenů a Hobita. Je to Frodo Pytlík a Bilbo Pytlík, spolu se Samvědem Křepelkou.

## Skutečný Hobitín
Hobitín neexistuje pouze na papíře. Ve filmové trilogii Pán prstenů byly kulisy vyrobeny z méně odolných materiálů a musely být odstraněny. Pro novou trilogii Hobit byl Hobitín postaven znovu a po dokončení natáčení zde zůstal jako atrakce pro turisty. Oficiální název je Hobbiton Movie Set Tours. Hobitín inspiroval také řadu fanoušků. Například v České republice můžete navštívit Český Hobitín.